# Cocotier de mer
Pour les articles homonymes, voir Cocotier (homonymie).
Espèce
Classification phylogénétique
Statut de conservation UICN

 EN : En danger
Le cocotier de mer ou coco de mer (Lodoicea maldivica) est un palmier (famille des Arécacées) originaire des Seychelles, et non des Maldives — auxquelles on croyait autrefois pouvoir attribuer le lieu d'origine de ses noix parties à la dérive — qui produit la plus grosse graine du monde. Cette dernière est surnommée cocofesse et peut faire une vingtaine de kilogrammes.
De nombreux noms vernaculaires sont utilisés aux Seychelles : cocofesse, coco jumeau, coco indécent. Le terme coco de mer désigne aussi bien le fruit, la graine ou le palmier en entier, par métonymie. Il n'y a plus, de par le monde, que 8 000 cocotiers des mers ; un trésor très protégé, où une seule graine peut se vendre 500 euros.[réf. nécessaire]

## Histoire de la nomenclature et étymologie
La première mention botanique de ce palmier vient d'un médecin botaniste portugais, Garcia de Orta, qui en 1563, le nomme coco das Maldivas. À cette époque, ces grosses noix de coco pouvaient être trouvées en mer dans l'Océan Indien et sur les plages des Maldives, de l'Inde et du Sri Lanka. Rares, de forme pour le moins suggestive et d'origine inconnue, ces noix avaient tout pour susciter l'imagination débridée des hommes. On les nomma en conséquence cocos de mer ou cocos de Salomon pour évoquer leur origine merveilleuse. « Ne connaissant pas l'arbre qui le produisait, ne le pouvant découvrir, on avait imaginé que c'était le fruit d'une plante qui croissait au fond de la mer, qui se détachait quand il était mûr, & que sa légèreté faisait surnager au-dessus des eaux » (Pierre Sonnerat, Voyage à la Nouvelle Guinée, 1776). En Inde, on attribuait à sa coque des propriétés de contrepoison (thériaque), très appréciées des « grands seigneurs de l'Indostan » qui l'achetaient à prix d'or. Les souverains des Maldives firent un négoce fructueux de sa noix avec des pays lointains comme l'Indonésie, le Japon et la Chine où elle était renommée comme plante médicinale.
L'origine des cocos de mer fut établie en 1768 par Marion Dufresne, un corsaire malouin, comme étant l'île de Praslin, dans l'archipel des Seychelles, situés au nord de Madagascar, à plus de 2 100 km des Maldives (qui elles, sont situées au large de l'Inde du Sud).

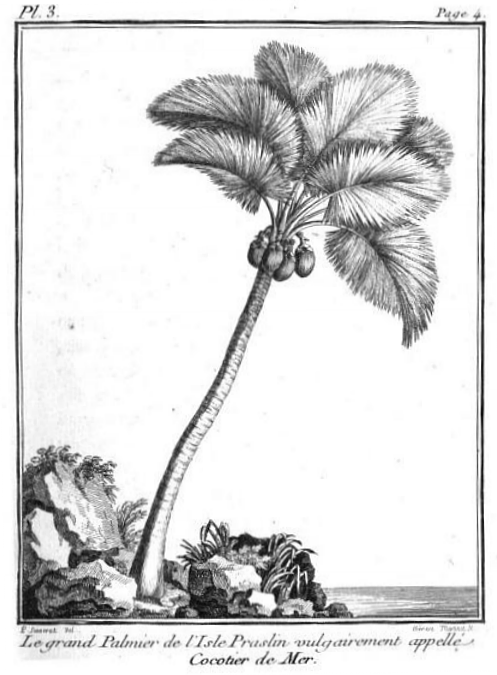
Le grand palmier de l'Isle de Praslin, planche de Voyage à la Nouvelle Guinée de Sonnerat

Peu de temps après, le botaniste voyageur, Pierre Sonnerat, parti de l'Isle de France (île Maurice) comme « écrivain de vaisseau » pour une expédition de onze mois (de 1771 à 1772) pour chercher des épices aux Philippines et aux Moluques, fait une escale à l'île de Praslin où il s'émerveille sur le coco de mer. Il consacrera d'ailleurs le premier chapitre de son récit de Voyage à la Nouvelle Guinée publiée en 1776, à une description précise du « grand palmier de l'Isle Praslin », de ses fleurs et fruits, le tout bien illustré de plusieurs gravures. Avant cette publication, il avait lu une description botanique de ce palmier lors d'une séance de l'Académie (en 1773).
Cette description sera ensuite dénommée par le professeur Gmelin, Cocos maldioica. Lorsque ce professeur des chaires de médecine, chimie et botanique de Göttingen supervisa la 13e édition du Systema Naturae de 1791 de Linné, il l'enrichit de nombreux ajouts et modifications. C'est ainsi que sous le nom de Cocos maldioica, il indique « C. inermis, foliis bipinnatis: foliolis bifidis. Sonner. it. nov. Guin. p. 4. t.3-7 ». Malgré le renvoi à Sonnerat, c'est cette description de Gmelin qui fera office de basionyme, en raison de l'absence de dénomination latine par Sonnerat.
La création du nom de genre Lodoicea revient à un autre botaniste voyageur français haut en couleur, Philibert Commerson, qui accompagna Bougainville dans son voyage autour du monde. Après la grande boucle, il arriva à l'Île-de-France et entreprit de recenser les palmiers. Il eut tout de suite un coup de cœur pour le cocofesse dont quelques échantillons avaient été rapportés de l'île Praslin aux Seychelles par l'ingénieur Barré de l'expédition Marion Dufresne. Commerson, le découvreur émerveillé de la Nouvelle-Cythère (Tahiti), le dessinera et le fera dessiner par Jossigny dans une série de 15 planches conservées au Muséum. On raconte que Bougainville, en le contemplant dans le cabinet de curiosité de l'intendant Pierre Poivre, aurait proposé le nom de « cucul la prasline ». Toutefois, Commerson choisit pour ce palmier un nom latin bien plus linnéen, Lodoicea callypige,, avec pour nom de genre Lodoicea afin d'évoquer la plus belle des filles du roi Priam, Laodice,, et pour épithète spécifique callypige du grec ancien καλλίπυγος, kallípugos « qui a de belles fesses », qualificatif d’Aphrodite. Saint-Hilaire a interverti le i et le y.
En 1805, Jaume Saint-Hilaire le décrit dans Exposition des familles naturelles... sous le nom de Lodoicea callypige Commers., en l'attribuant donc à Commerson. Il ajoute qu'il a pu voir chez M. de Jussieu, les très beaux dessins que Commerson en fit faire.
Enfin en 1807, c'est Persoon le mycologue sud-africain installé à Paris, qui aura le mot de la fin. Il indique dans Synopsis plantarum: seu enchiridium... (1807) que Cocos maldivica est reclassé en  Lodoicea maldivica (J.F.Gmel.) Pers, bien que le palmier ne soit pas originaire des Maldives et que Sonnerat et Commerson, les premiers descripteurs de l'espèce et du genre ne soient pas mentionnés... mais ainsi vont les règles du code international de nomenclature botanique.

## Synonymes

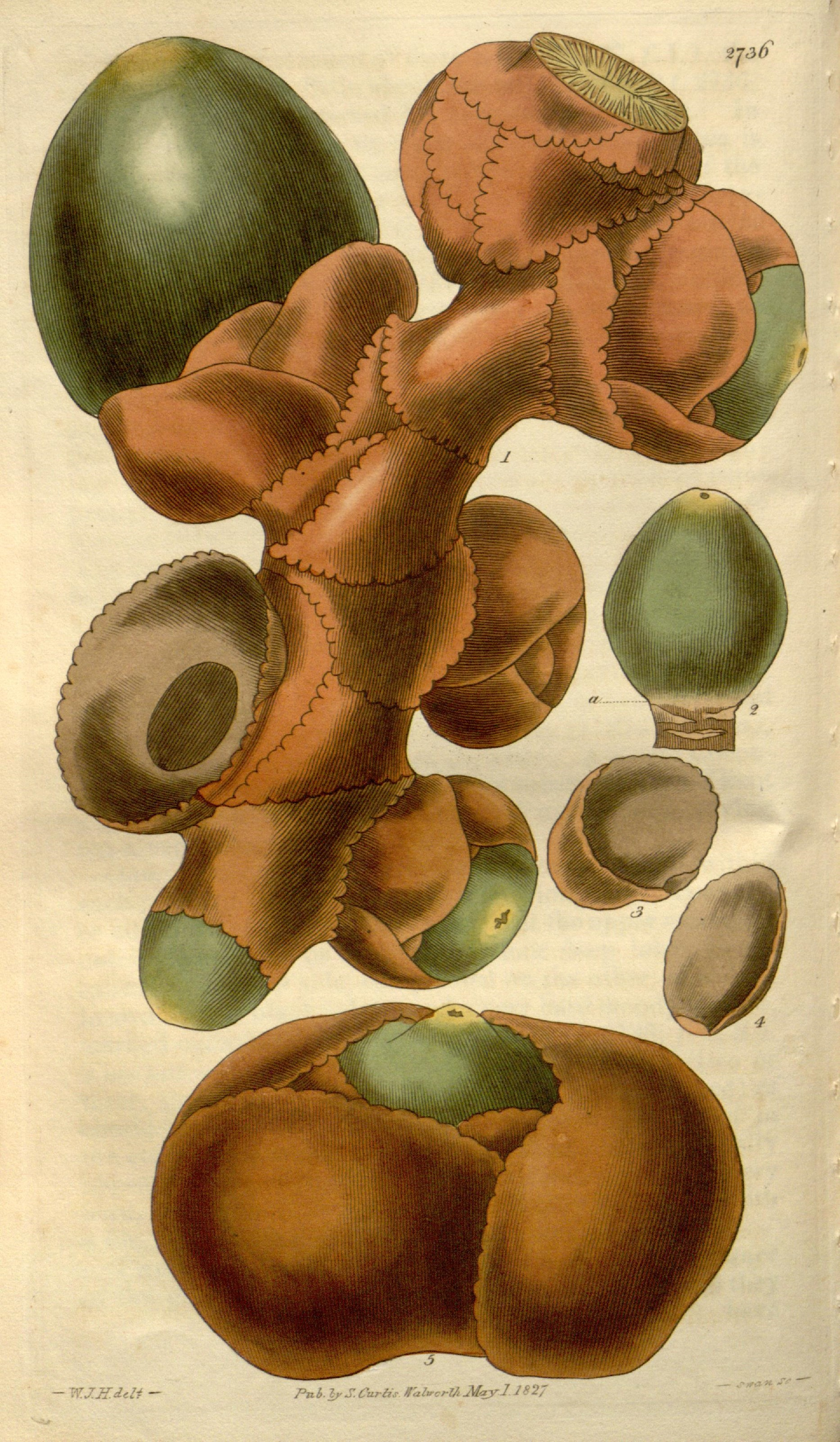
Lodoicea sechellarum Labill. Pl. 2736 Curtis's botanical magazine.

L'histoire de la nomenclature esquissée dans la section précédente, doit être complétée suivant The Plant List par :
- Borassus sonneratii Giseke
- Cocos maldivica J.F.Gmel.
- Cocos maritima Comm. ex H.Wendl.
- Lodoicea callypige Comm. ex J.St.Hil.
- Lodoicea sechellarum Labill.
- Lodoicea sonneratii (Giseke) Baill.

## Classification
- Sous-famille : Coryphoïdae
  - Tribu : Borasseae
    - Sous-Tribu : Lataniinae

Le genre Lodoicea partage sa sous-tribu avec trois autres genres : Borassus, Borassodendron et Latania. Tous les Lataninae sont dioïques. Sur le plan morphologique, Lodoicea est le plus proche de Borassus, le plus répandu des quatre genres et le seul autre taxon de la sous-tribu à produire des noix bilobée.
Lodoicea maldivica est la seule espèce du genre Lodoicea.

## Description
- Stipe : le stipe est unique, et peut atteindre jusqu'à 25 mètres de hauteur[8].
- Feuilles : les feuilles sont costapalmées. Elles sont peu découpées et de grande taille.
- Inflorescence : l'espèce est dioïque. 
Chez les pieds mâles, les inflorescences sont des spadices cylindriques, de 1,2 à 1,8 m de long, et non ramifiées[13]. Ils ont une forme phallique. La fleur comporte de 15 à 18 étamines exsertes à l'anthèse mais plus de 25 anthères. Des fleurs et du pollen sont produits toute l'année, avec un pic de production de nouvelles inflorescences en novembre.
Chez les pieds femelles, les inflorescences sont des spadices axillaires de 1 à 1,8 m de long, ramifiées, couvertes d'écailles, portant de 5 à 13 fleurs de 5 cm de diamètre. La fleur (portée par une paire de grosses bractées) comporte un périanthe à 6 lobes enveloppant un ovaire conique avec un stigmate sessile[2]. Quand elle est réceptive, la fleur femelle exsude un nectar jaune brun. Elle émet des odeurs de vanille.
La pollinisation pourrait être l’œuvre d'abeilles (Trigona sp. et Apis mellifera introduite) et du vent. Elle pourrait également être effectuée par le Gecko doré (Ailuronyx Trachygaster) endémique aux Seychelles.
- Fruit : c'est une grosse noix verte, ovoïde, pouvant faire jusqu'à 50 cm de long. C'est le fruit de tous les records[2] : le plus lourd du monde, faisant en général 20-25 kg mais pouvant atteindre 45 kg. Sous la couche fibreuse, il y a une graine bilobée mais parfois 3- à 6-lobées. Parfois le fruit contient deux graines. Avec plus de 25 kg, c'est la graine la plus lourde du règne végétal. De l'avis général, la forme de la graine ressemble à celle d'un postérieur féminin. Son exportation est règlementée. Une fois fertilisé, le fruit passe dix mois à croître puis cinq ans à murir durant lequel l'endosperme se solidifie et l'exocarpe sèche. À la germination, la pousse ressemble à un organe viril[8], ce qui n'a pu que renforcer encore plus l'aura sexuelle qui entoure cette espèce.

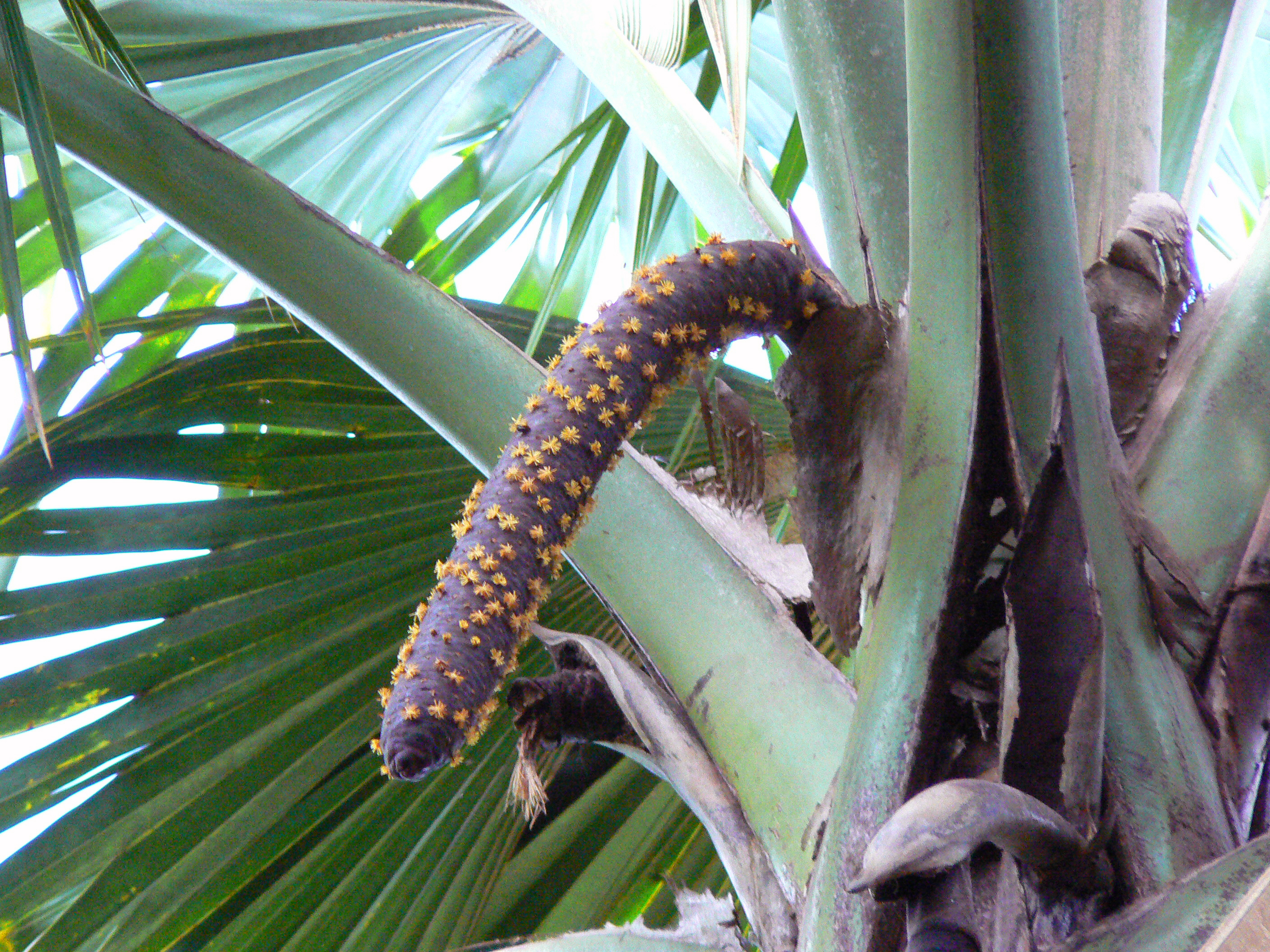
Inflorescence mâle
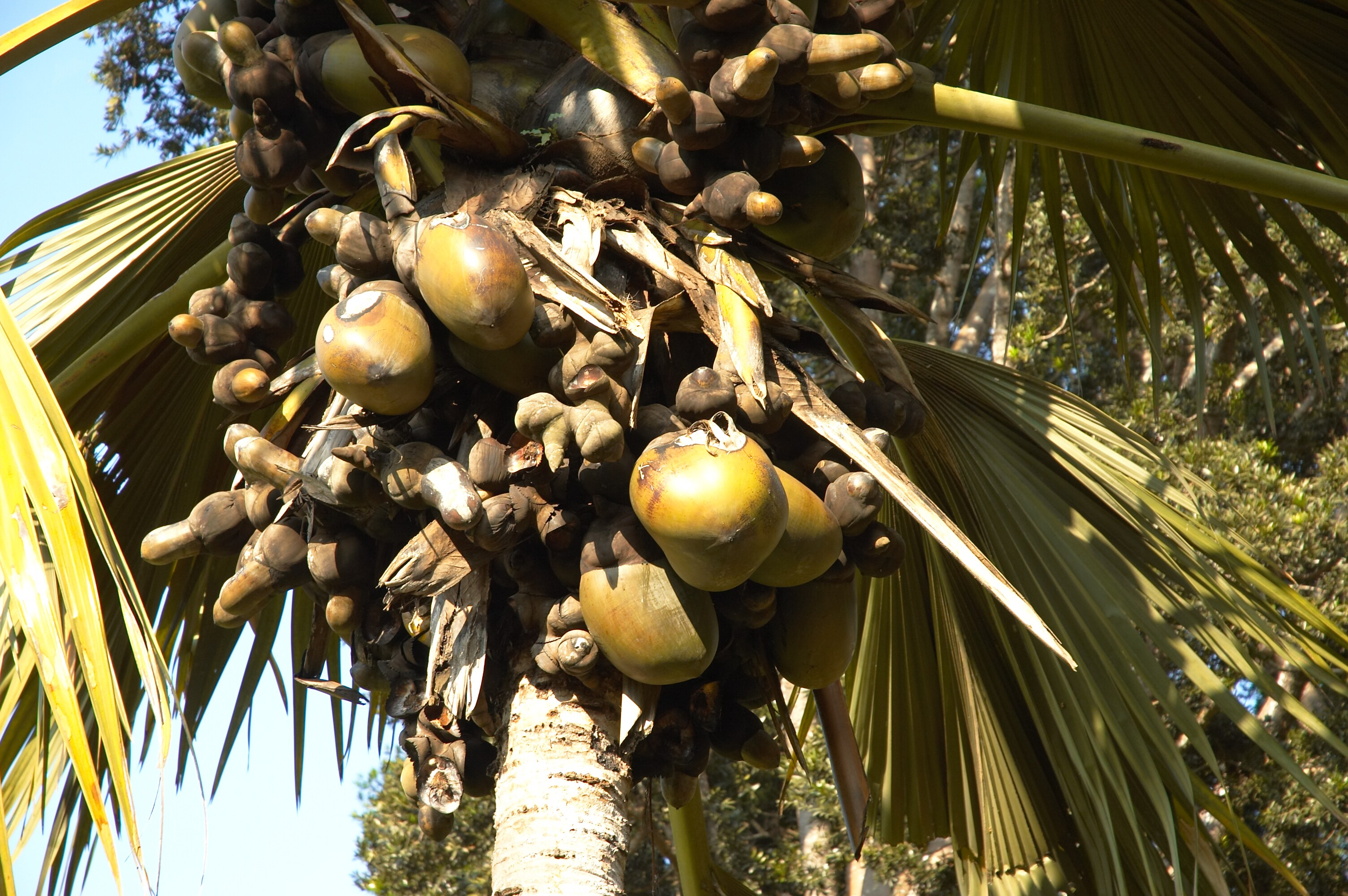
Fruits de divers âges
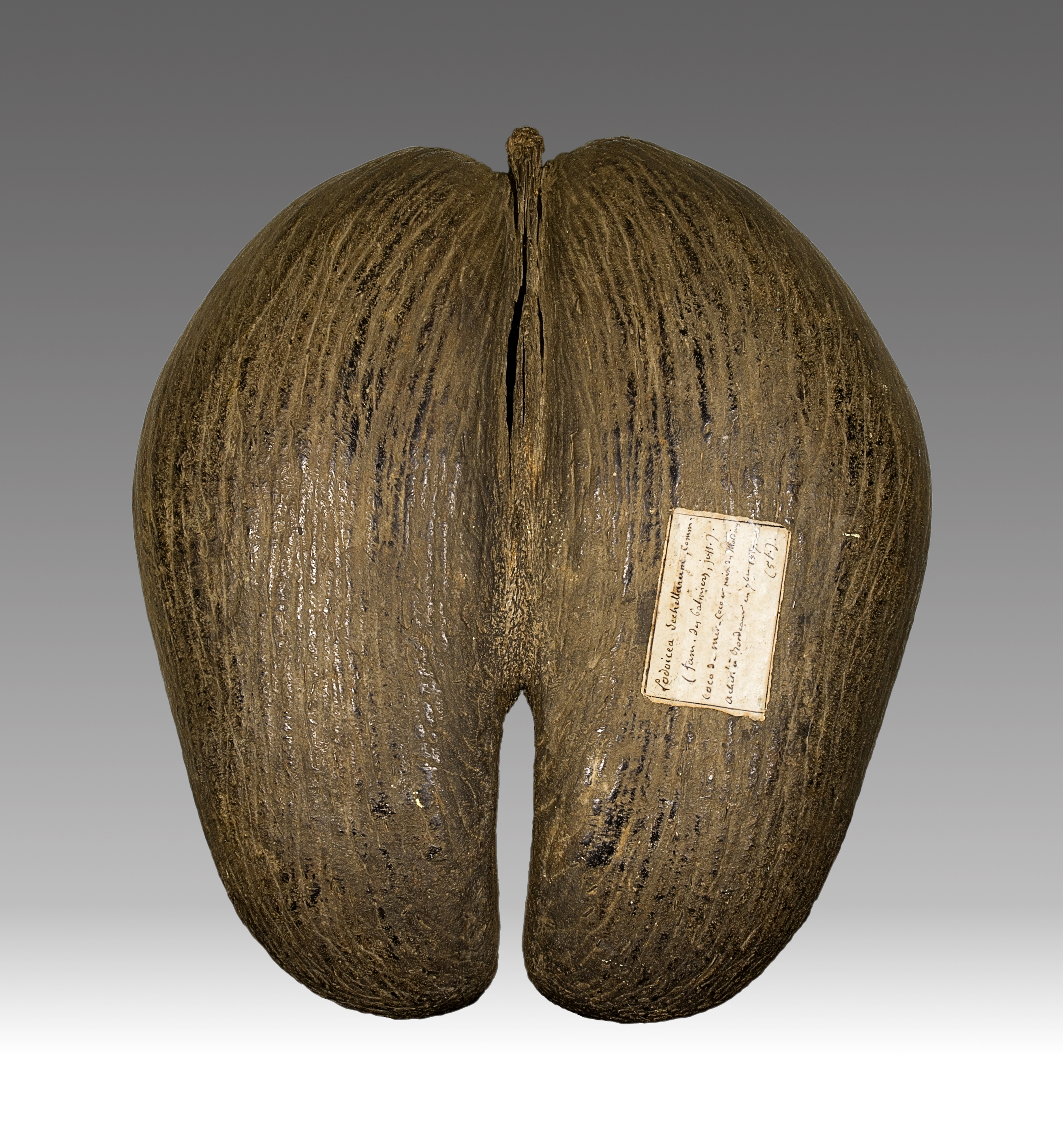
Noix mature bilobée - MHNT

## Habitat

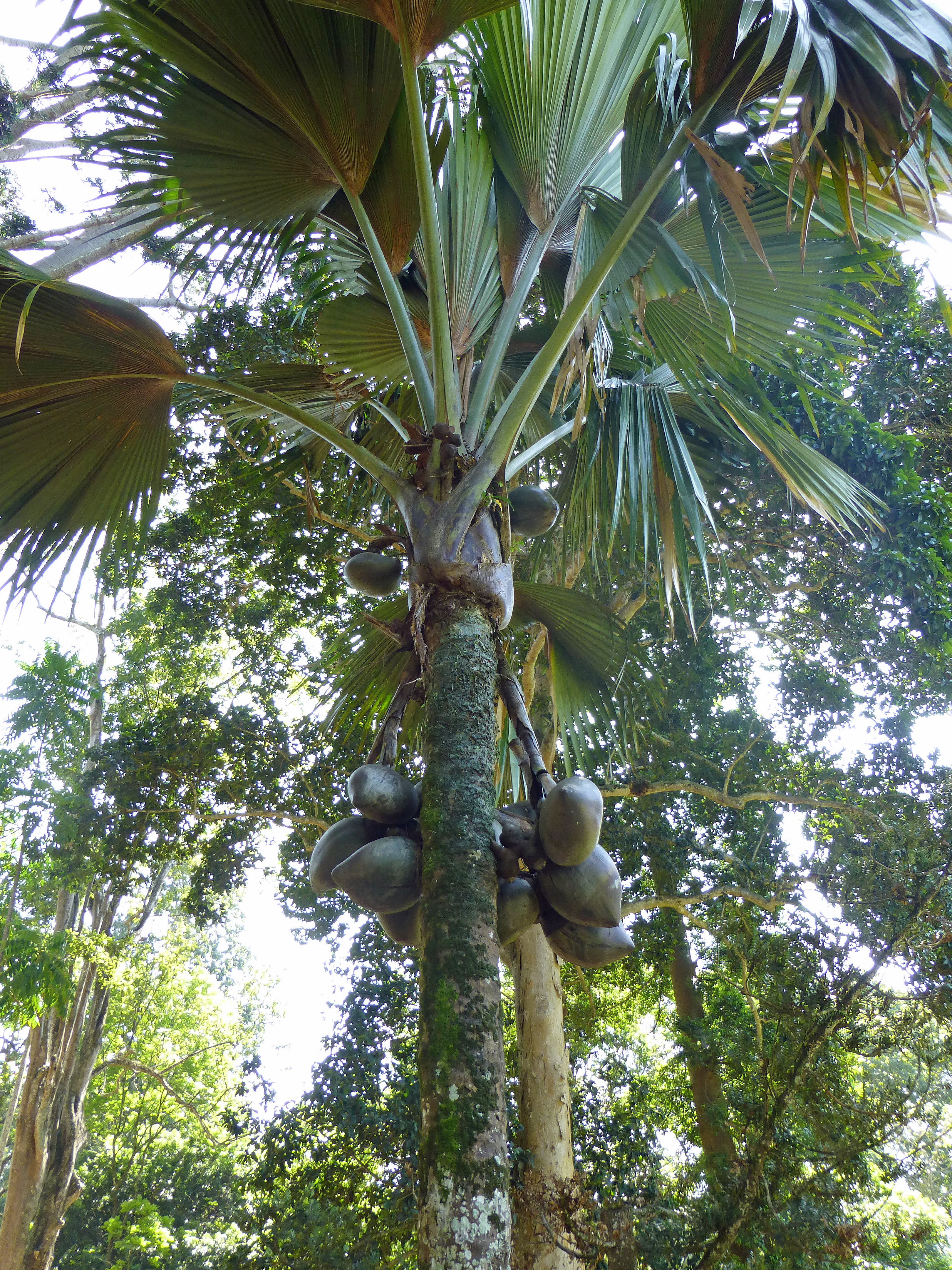
Coco de mer

L'espèce est originaire de l'archipel des Seychelles. À l'état sauvage, on ne la trouvait que sur les îles Praslin et Curieuse qui à elles deux font moins de 5 000 ha.
La population la plus importante se trouve sur Praslin où elle est localement dominante dans la vallée de Mai. En 2002, la population de cette vallée était réduite à 1 163 cocotiers adultes dont 55 % de mâles. Des études récentes indiquent environ 21 000 cocotiers sur Praslin, et 3 800 sur Curieuse.
Sa culture en dehors de son habitat naturel aux Seychelles est assez rare. Elle est rendue difficile par la lenteur de la germination, et la réglementation sur l'exportation des graines.
L'IUCN a mis le coco-de-mer sur la liste rouge des espèces « en danger ». L'espèce qui peut vivre 350 ans met 25 ans pour atteindre l'âge de reproduction. Aux Seychelles, les noix sont vendues comme souvenirs, jusqu'à 300 € pour les spécimens polis. En principe le négoce est contrôlé mais il y a un braconnage qui fait peser une sévère contrainte sur la reproduction spontanée. Les incendies sont aussi une menace récurrente qui a affecté la population de l'île.

## Utilisations
Jadis, les feuilles du coco de mer ont servi aux habitants de l'île de Praslin à fournir le chaume pour couvrir leurs cases ou à faire des paniers, des chapeaux ou des nattes, le stipe à faire des meubles et des caisses, la bourre (l'enveloppe fibreuse du fruit) à faire des cordes et la coque à faire des récipients. La gelée à l'intérieur des noix immatures était considérée comme un mets délicat.

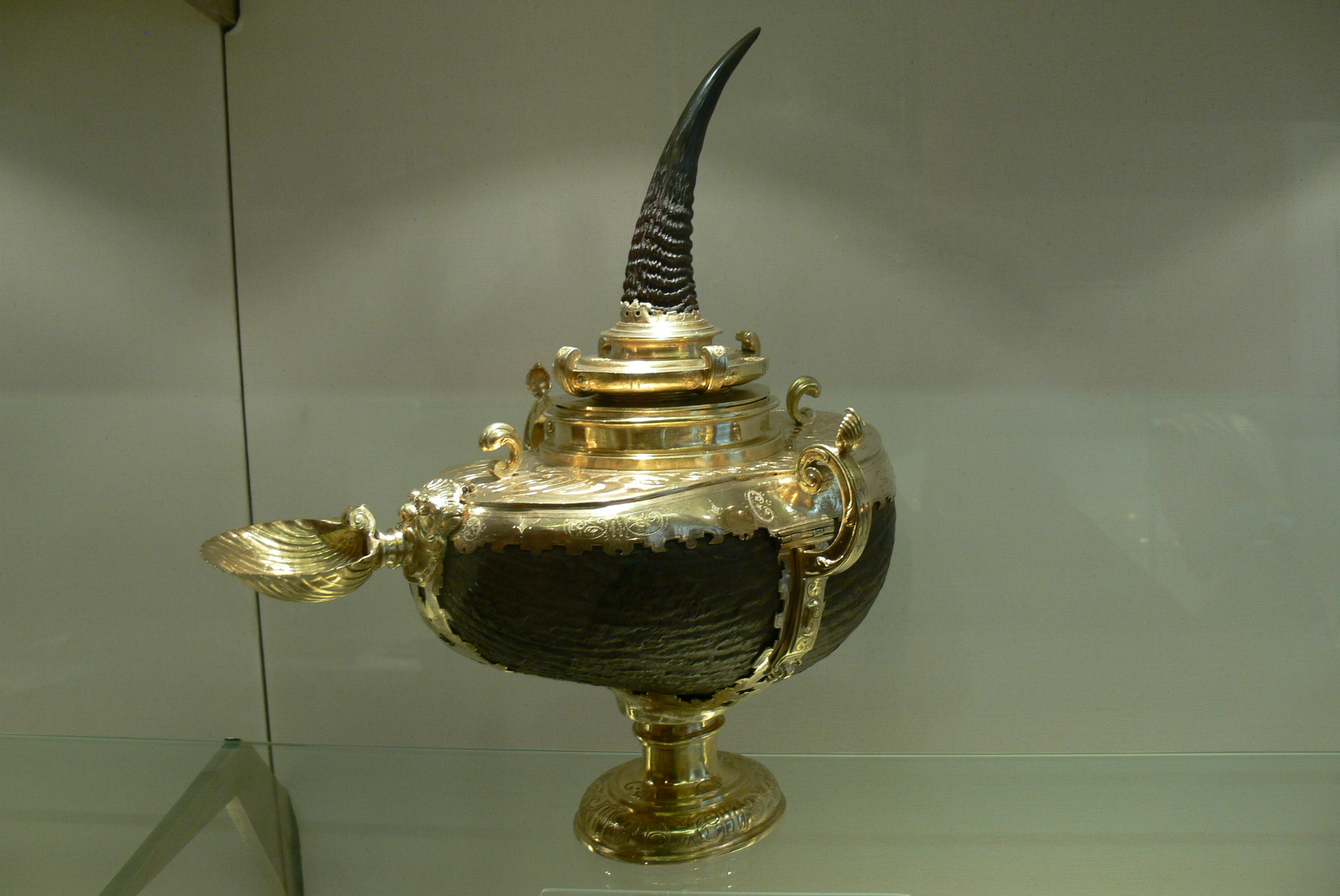
Coco de mer monté d'une corne d'antilope (Vienne, Trésor)

Les contours étonnamment féminins du cocofesse ont de tout temps été la source de fantasmes que d'habiles commerçants ont su exploiter. Suivant le principe de signature, selon lequel la forme et l'aspect des plantes est à rapprocher de leurs propriétés thérapeutiques, le cocofesse est à l'origine de nombreux produits commerciaux aphrodisiaques comme des boissons (liqueur coco d'Amour) ou des parfums. Très chère, la chair de la graine est introuvable au menu des restaurants mais réservée aux chefs d'État en visite aux Seychelles. Le cocofesse est vendu comme souvenir aux touristes, sous contrôle de l'État qui en réglemente l'exportation. Aux Seychelles, le cocofesse est traditionnellement offert aux jeunes mariés.
Le cocofesse est le symbole des Seychelles : il est représenté sur les pièces seychelloises de cinq roupies.
Le coco de mer est cultivé dans les jardins d'ornement dans de nombreuses régions tropicales du monde.